# دوغ أليسون (لاعب كرة قاعدة)
دوغ أليسون (بالإنجليزية: Doug Allison)‏ هو لاعب كرة قاعدة أمريكي، ولد في 12 يوليو 1846 في فيلادلفيا في الولايات المتحدة، وتوفي في 19 ديسمبر 1916 في واشنطن العاصمة في الولايات المتحدة.

## وصلات خارجية
- دوغ أليسون على موقع دوري كرة القاعدة الرئيسي (الإنجليزية)
- دوغ أليسون على موقعبيزبول رفرنس.كوم (الدوري الرئيسي) (الإنجليزية)
- دوغ أليسون على موقعبيزبول رفرنس.كوم (الدوري الثانوي) (الإنجليزية)
- دوغ أليسون على موقع جمعية أبحاث البيسبول الأمريكية (الإنجليزية)
- دوغ أليسون على موقع إي إس بي إن.كوم (أم.أل.بي) (الإنجليزية)
- دوغ أليسون على موقع مشجعي الرسوم البيانية (الإنجليزية)